# Gammaropsis lobata
Gammaropsis lobata är en kräftdjursart som först beskrevs av Édouard Chevreux 1920.  Gammaropsis lobata ingår i släktet Gammaropsis och familjen Isaeidae. Inga underarter finns listade i Catalogue of Life.